# フェリーターミナル

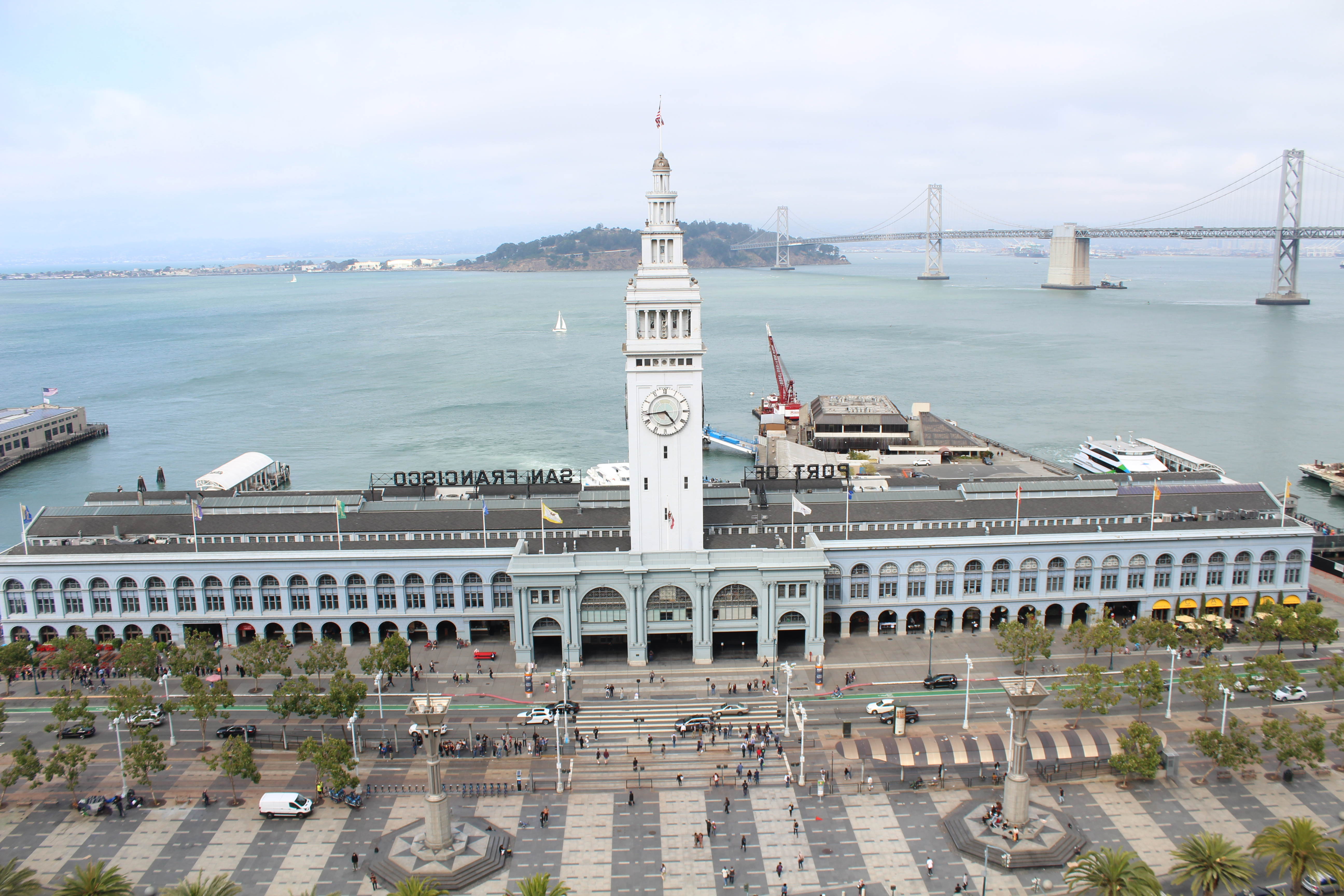
アメリカ合衆国のサンフランシスコフェリービル

フェリーターミナル（英語: ferry terminal）は、旅客ターミナル（りょかくターミナル、英語: passenger terminal）、クルーズターミナル（英語: cruise terminal）、マリンターミナル（英語: marine terminal）などとも称する、フェリーやクルーズ客船が旅客・自動車の乗下船を行う港湾施設。
乗客は舷門や可動橋で乗船することがある。RO-RO船の場合は、自動車を運転して船内に直接乗り込む。自動車を扱うフェリーターミナルでは、通常自動車が整列するために地面に線が引かれている。コンテナに詰めた製品は、自動車のまま船内に搬入し、コンテナを切り離して自動車のみ陸に戻すことがある。
ターミナルの規模は施設により大きく異なる。大規模な港湾では中規模の空港ターミナルビルに匹敵する規模の旅客施設を有し、小さな島のターミナルでは単に船を接岸し、自動車を積載するための傾斜路を備えるだけの場合もある。
複数の船を同時に扱えるよう、複数のドックを整備するフェリーターミナルも少なくない。